# NGC 2771
NGC 2771 est une vaste galaxie spirale barrée située dans la constellation de la Grande Ourse. NGC 2771 a été découverte par l'astronome britannique John Herschel en 1831.

## Caractéristiques
Sa vitesse par rapport au fond diffus cosmologique est de 5 266 ± 12 km/s, ce qui correspond à une distance de Hubble de 77,7 ± 5,4 Mpc (∼253 millions d'al).
La classe de luminosité de NGC 2771 est I-II et elle présente une large raie HI.
Selon la base de données Simbad, NGC 2771 est une galaxie LINER, c'est-à-dire une galaxie dont le noyau présente un spectre d'émission caractérisé par de larges raies d'atomes faiblement ionisés.
En raison d'une brillance de surface égale à 14,30 mag/am2, on peut qualifier NGC 2771 de galaxie à faible brillance de surface (LSB en anglais pour low surface brightness). Les galaxies LSB sont des galaxies diffuses (D) avec une brillance de surface inférieure de moins d'une magnitude à celle du ciel nocturne ambiant.

## Groupe de NGC 2857
NGC 2711 fait partie du groupe de NGC 2857. Cinq galaxies du catalogue NGC (NGC 2693, NGC 2694, NGC 2769, NGC 2771 et NGC 2857)  et six galaxies du catalogue UGC sont inscrites dans l'article de Garcia. Les galaxies NGC 2769 et NGC 2771 sont aussi inscrites dans un article d'Abraham Mahtessian paru en 1998. Mahtessian ajoute la galaxie NGC 2767 à ce groupe.